# Spica
Spica (lateinisch für Kornähre), auch α Virginis, Azimech oder Alaraph genannt, ist der hellste Stern im Sternbild Jungfrau und der fünfzehnthellste Stern am nächtlichen Sternenhimmel.
Im Sternbild Jungfrau stellt Spica die Kornähre in der Hand der Jungfrau dar. In Mesopotamien war Spica unter dšala šubultu (Gott/Göttin Schala, die Kornähre), später auch Göttliche Jungfrau der Kornähre, bekannt. Die Römer glaubten, in Spica die Göttin Ceres zu sehen. Römische Namen sind Spicum, Spigha, Stachys (von griechisch stakhum Kornähre) und Aristae Puella (Kornmädchen).
Die IAU hat am 30. Juni 2016 den Namen Spica als standardisierten Eigennamen festgelegt.
Spica ist ein spektroskopischer Doppelstern (A/B) und ein ellipsoid veränderlicher Stern. Spica A ist ein pulsationsveränderlicher Stern vom Typ der Beta-Cephei-Sterne. Die Helligkeit der Spica verändert sich mit einer Periode von 4,0142 Tagen zwischen +0,92 mag und +0,98 mag. Diese geringe Helligkeitsschwankung ist visuell kaum feststellbar.
Beide Komponenten von Spica gehören zum Spektraltyp B (B1 bis B4), wobei sich der hellere Stern nahe am Ende seiner stabilen Zeit als Hauptreihenstern befindet. Die beiden Sterne gehören zu den heißesten und somit bläulichsten der hellen Sterne am Nachthimmel.
Durch die hohe Temperatur wird ein Großteil des Lichtes im unsichtbaren ultravioletten Bereich abgestrahlt. Die Bestrahlungsstärke beider Sterne zusammen ist durch die Berücksichtigung dieses Anteils im elektromagnetischen Spektrum größer als die Bestrahlungsstärke des visuell hellsten Fixsterns Sirius.
Der hellere Stern hat eine Temperatur von 25.300 K und eine 20.512-fache Sonnenleuchtkraft. Der Radius beträgt das 7,8-fache des Sonnenradius und erstreckt sich auf fast 30 Prozent des Abstandes der beiden Sterne, und seine Masse beträgt das Elffache der Sonne. Das ist genug, um den Stern als Supernova enden zu lassen. Der weniger helle Begleitstern hat eine Oberflächentemperatur von 20.900 K, 2.254-fache Sonnenleuchtkraft, vierfachen Sonnenradius und etwas weniger als die siebenfache Sonnenmasse.
Spica kann als ekliptiknaher Stern vom Mond und (sehr selten) von Planeten bedeckt werden. Zum letzten Mal von einem Planeten bedeckt wurde Spica am 10. November 1783 durch die Venus, die nächste Bedeckung wird am 2. September 2197 wieder durch die Venus erfolgen.
Spica ist in der Flagge Brasiliens abgebildet, wo er den Bundesstaat Pará repräsentiert.